# Cuisine du Sud des États-Unis

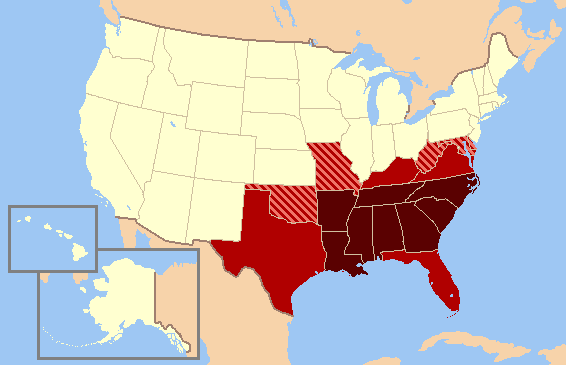
On considère actuellement comme États du Sud ceux indiqués en rouge sombre sur cette carte, ceux en rouge le sont généralement et ceux hachurés parfois.

La cuisine du Sud des États-Unis est un genre culinaire régional développé dans les États situés au sud de la ligne Mason-Dixon établissant les frontières entre les États du Maryland, du Delaware et de la Pennsylvanie.
Les influences de cette cuisine sont multiples : africaines, anglaises, écossaises, irlandaises, françaises et amérindiennes comme le montrent les cuisines créole ou de Floride et des Caraïbes.
Ces dernières années, la cuisine du Sud des États-Unis s'est répandue aux États du Nord du pays, modifiant ainsi les autres traditions culinaires. La tomate, la courge, le maïs et ses dérivés et la cuisson au gril du poisson sont hérités des tribus amérindiennes du sud-est du pays comme les Caddo, les Choctaw, les Cherokees et les Séminoles. Les préparations à base de sucre, farine, lait, œufs comme les pains et fromages trouvent leurs origines dans la cuisine occidentale et européenne. Les gombos et aubergines, le riz, les graines de sésame, de sorgho ou même de melon, toutes comme diverses épices sont, quant à eux, hérités de la cuisine propres aux peuples d'origine africaine.

## Produits

### Charcuterie
- Jambon de Virginie
- Jambon du Tennessee
- Boudin de Louisiane
- Chorizo de Texas [2]
- Andouille à la mode Louisiane

### Céréales
- Riz
  - Carolina Gold[3]
  - Ozark
  - Jewel[4]
  - Texnati[5]
  - Trinity
  - Cocodrie[6]
  - RU9601099[7]
- Maïs
  - Maple Sweet
  - Silver Queen[8]
  - Kentucky Rainbow[9]
  - Shoepeg corn (en)
- Blé d'hiver rouge

### Pain
- Biscuit
- Crackling bread
- Pain de maïs
- Texas Toast
- Corn pone

### Plantes et cultures
- Cacahuètes
- Canne à sucre (en Floride et en Louisiane)
- Piments, y compris : 
  - Carolina Reaper (inventé en Caroline du Sud)
  - Pepper X (inventé en Caroline du Sud)
  - Habanero (Floride)
  - Scotch bonnet (Floride et Caroline du Nord)[10],[11]
  - Serrano (Floride)[12]
- Cornilles
- Cœur de palmier, spécifiquement du sabal palmetto
- Gombo
- Le courge Cushaw, spécifiquement avec rayures vertes[13] du Kentucky
- Haricots de Lima (en Géorgie)[14]
- Patates douces
- Chou rouge et chou commun[15]
- Sorgo commun
- Pacanes et noix de carya blanc
- Tomates, y compris :
  - Cherokee purple du Tennessee
  - German Johnson en Caroline du Nord et en Virginie
  - Hillbilly de Virginie occidentale
  - Hanover en Virginie (Comté de Hanover)
  - Mortgage Lifter de Virginie Occidentale
- Noix de corylus americana, espèce de noisetier indigène (très populaire en confiserie et pâtisserie)[16]

### Fruits natifs et cultivés

#### Agrumes
- Oranges Hamlin et Valencia en Floride et en Géorgie
- Oranges sanguines du Texas (cultivar Moro)
- Cara Caras
- Chadèques (cultivées en Floride et Louisiane, les rouges en particulier)
- Navels (cultivées en Floride et Texas)
- Mains de Bouddha
- Satsumas (en Floride et Louisiane)
- Kumquats
- Key limes
- Tangerines et clémentines (cultivées depuis plus de cent ans près du golfe du Mexique)[17]

#### Autres
- Pastèque (Élément de base de toute la région et cultivé pendant des centaines d'années)[18],[19]

- - Georgia Rattlesnake,  originaire de Georgie[20]
  - Orangeglo, originaire  de Texas en 1965 avec chair jaune[21]
  - Carolina Cross,  le plus grand type de pastèque au monde selon le livre Guinness des records (150 kg)[22],[23]
  - Charleston Gray, originaire de Caroline du Sud en 1954[24]
  - Jubilee, originaire de Floride en 1963[25]

- Liane de grenade et grenadille
- Le mayhaw, espèce d'aubépine originaire des États du golfe du Mexique (Crataegus aestivalis)
- Le black cherry, une cerise sauvage indigène (Prunus serotina)
- Pêches jaunes et nectarines
- Pawpaw (Asimina triloba)
- Noix de coco, sur les côtes de la Floride et des Keys
- Vitis rupestris, vigne sauvage indigène
- Prunus angustifolia, prunier natif
- Mangues (en Floride du Sud)
- Pommes, y compris : 
  - Golden Delicious, originaire de la Virginie-Occidentale
  - Ginger Gold, originaire de la Virginie
  - Arkansas Black (en)
  - Ralls Janet (en)
  - Ben Davis
  - Carolina Red June[26], originaire de la Caroline du Nord
  - Limbertwig[27]
  - Yates
- Anone des marais, originaire de Floride, dans les Everglades

### Élevage

#### Bovins
- Vache de Floride
- Pineywoods
- Brangus, originaire de la Louisiane, créée dans les années 1930
- Texas Longhorn, originaire du Texas oriental, créée dans les années 1820
- Shorthorn (race ancienne de laitière)
- Jersiaise[28],[29]

#### Dinde
- Dindon royal, originaire de Floride
- Bourbon rouge, originaire du Kentucky

#### Chèvres
Les chèvres ont été apportées en Amérique du Nord par les Espagnols dans les années 1500. Leurs descendantes sont toujours dans les États de la côte du golfe ; toutes sont élevées pour leur viande.
- Chèvre myotonique, originaire du Tennessee[30]
- Spanish goat (en français: « chèvre espagnole »)[31]

#### Moutons
- Hog Island Sheep (en) (en français : « moutons de l'île des porcs »)
- Gulf Coast Sheep (en) (en français : « moutons de la côte du Golfe »)

#### Porcs
- Mulefoot (côte du Golfe)
- Guinea hog (en)
- Ossabaw hog (en), originaire de Géorgie
- Duroc (en Virginie)
- Hampshire (en Virginie)[32]

### Fromage
- Creole cream cheese
- Hoop cheese
- Pimento cheese

### Chocolat et confiseries
- Bourbon balls
- Moon Pie
- Peanut brittle

### Alcools

#### Cocktails
- Alabama slammer
- Grasshopper
- Mint julep
- Ouragan
- Sazerac
- Rum Runner (boisson inventé à Islamorada, en Floride du Sud dans les années 1950) [33]

### Boissons non alcoolisées
- RC Cola
- Limonade
- Cheerwine
- Thé sucré (en)
- Coca-Cola (inventé à Atlanta dans les années 1880)
- Pepsi (inventé en Caroline du Nord dans les années 1890)
- Dr Pepper (inventé à Waco en 1885)
- Barq's (inventé à La Nouvelle-Orléans en 1898)
- Mountain Dew (inventé dans le Tennessee en 1940)

## Mets

### Viandes

#### Poulet
- Chicken mull (en)
- Chicken fried steak
- Hot chicken
- Poulet frit
- Poulet et quenelles

#### Dinde
- Dinde frite
- Turducken
- Dinde Rôrt (Action de Grace ou Noël)
- Cuisse de dinde fumée

#### Porc
- Chaudin
- Chitterlings
- Cochon de lait (en Louisiane en particulier)
- Côtes de porc étouffées
- Oreille de porc
- Pied de cochon
- Porc effiloché
- Travers de porc
- Jarret de porc (typiquement braisé)
- Saindoux de porc, utilisé pour faire des types certaines du pains, pour cuire des croûtes des tartes, et pour saveur légumes [34]

### Œuf
- Œufs et cervelle
- Aspic
- Eggs Sardou
- Œufs mimosa

### Pâtisseries et desserts
- Key lime pie
- Hummingbird cake
- Tarte aux pacanes
- Pouding aux bananes
- Tarte aux patates douces
- Tarte aux pêches
- Chess Pie
- Moon Pie

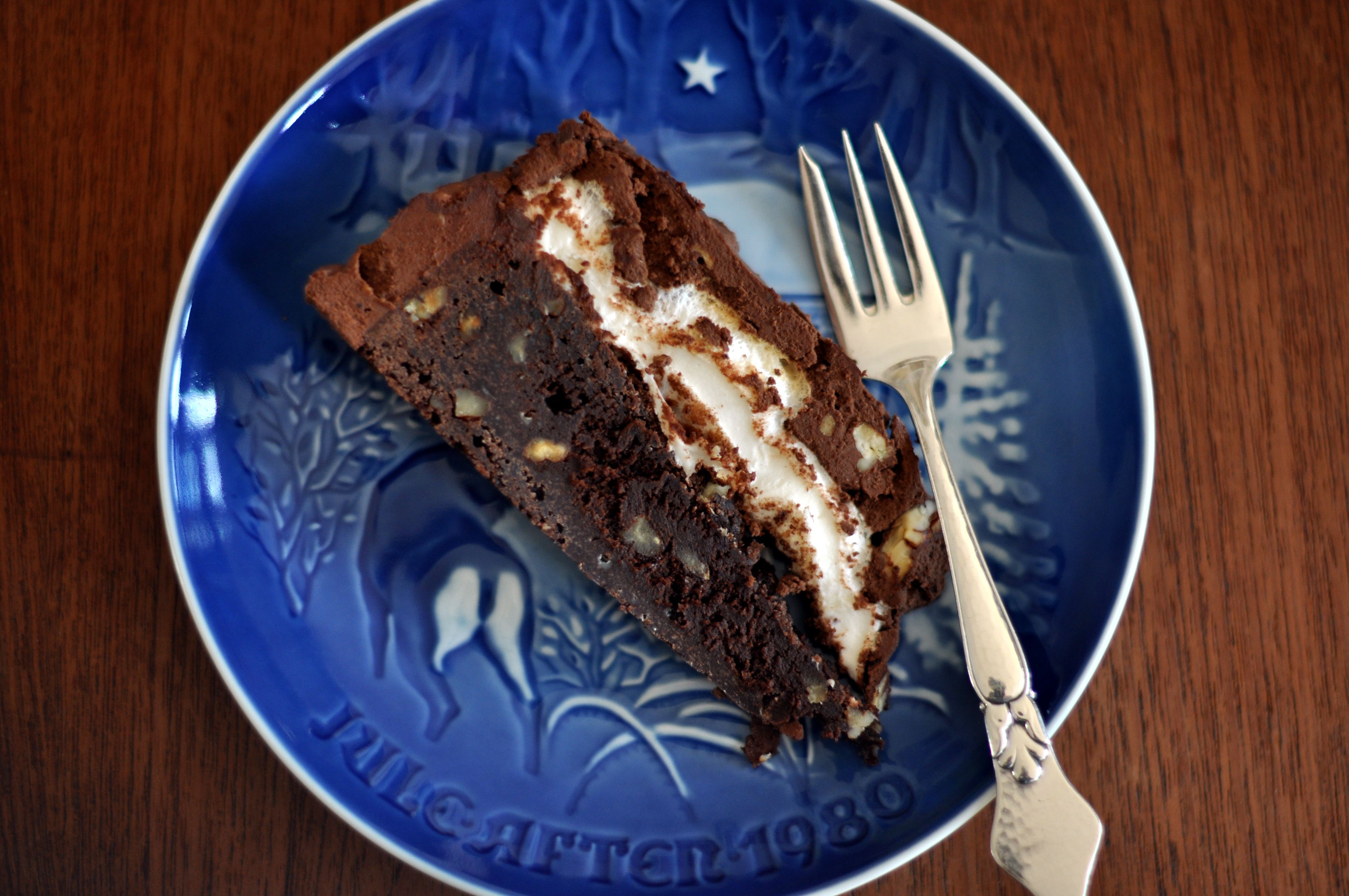
Mississippi mud pie.

- Cobbler, spécifiquement aux pêches
- Gateau à la noix de coco
- Gâteau au chocolat German
- Lane cake
- Coca frit
- Bananas Foster
- Mississippi mud pie
- Gâteau Doberge (en)
- Tarte de Babuerre (en)

## Spécialités
- Red-eye sauce

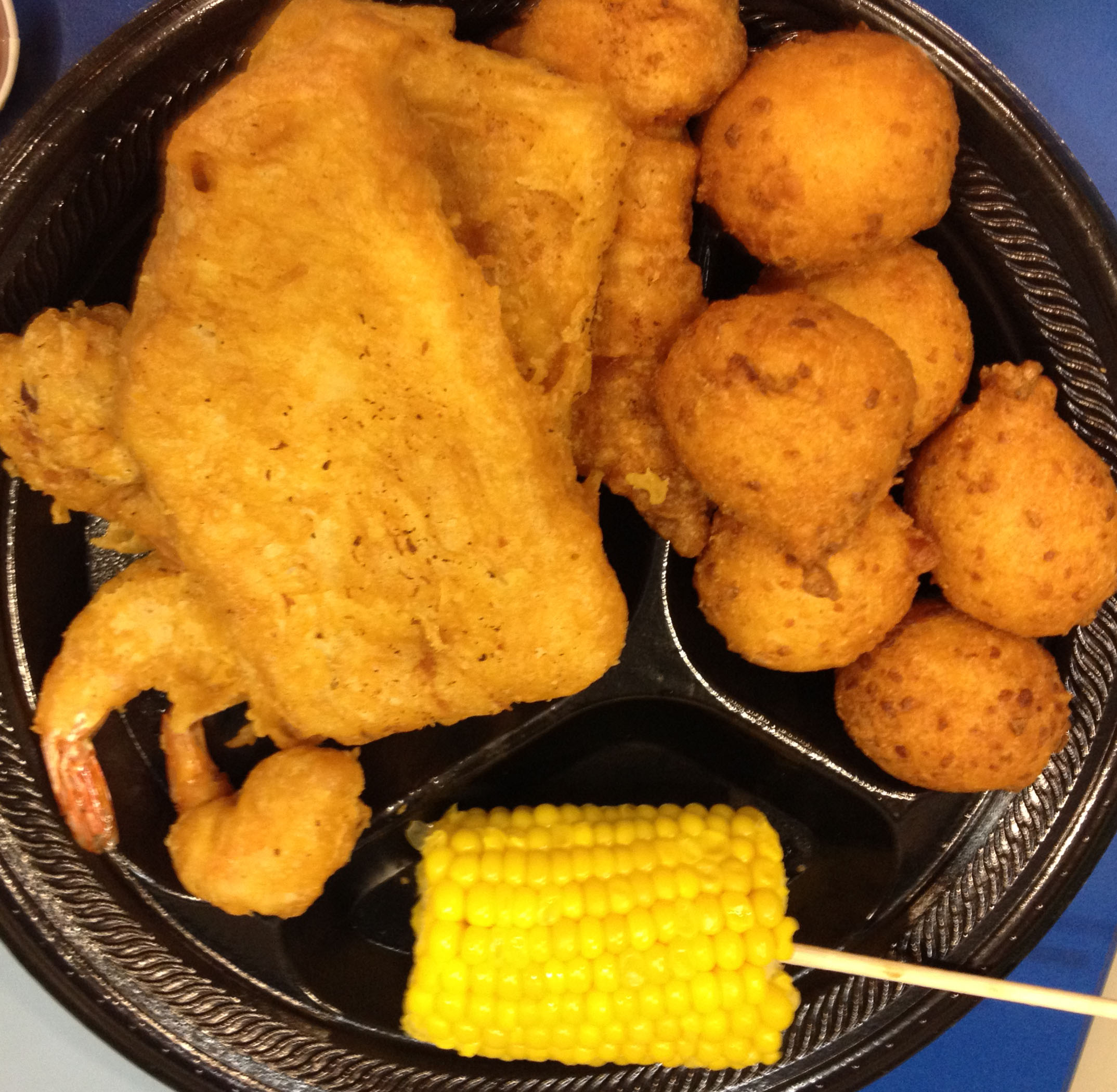
Un plat de crevettes frites, de poisson, d'épis de maïs et de hushpuppies.

- Salade de chou, surtout fait à base de chou rouge[réf. nécessaire]
- Chili
- Cuisses de grenouille (en Louisiane, Arkansas et Texas)
- Hushpuppy
- Crabe royale de Floride, aussi connu sur le nom menippe nercenaria et un délice des États du golfe du Mexique
- Hominy
- Brioche au miel
- Grits
- Crabes bleus, toute la région
- Biscuits and gravy
- Fried green tomatoes
- Soupe de crabes femelles
- Yaka nein
- Ragout se Brunswick
- Charleston red rice
- Gombo frit
- Sirop de sorgo
- Poisson-chat frit
- Ragoût de poisson-chat
- Langouste blanche, populaire dans la  Côte de Floride et les Keys [35]

## Agroalimentaire
- Tyson Foods
- Coca-Cola Enterprises (Géorgie)
- United Fruit Company (Chiquita Brands International depuis 1989)
- Purity Dairies LLC (Tennessee)
- Popeyes Chicken & Biscuits (Louisiane)
- Cracker Barrel (Tennessee)
- Bojangles (Charlotte, Caroline du Nord)
- Brown-Forman (Kentucky)
- Riceland Foods (en) (Arkansas)
- Publix (Floride)
- Winn-Dixie (Floride)
- Food Lion (Caroline du Nord)
- Wish Farms (Floride)
- Piggly Wiggly, originaire de Memphis
- Dean Foods (Texas)